# Kamienica przy pl. Bolesława Chrobrego 8 w Kłodzku
Kamienica przy pl. Bolesława Chrobrego 8 w Kłodzku – zabytkowy dom położony na kłodzkim rynku w jego południowej pierzei.

## Historia
Dom został wzniesiony w 1589 roku, był przebudowywany w 1865 roku, oraz w pierwszej połowie XX wieku.
Decyzją wojewódzkiego konserwatora zabytków z dnia 13 marca 1997 roku kamienica została wpisana do rejestru zabytków.

## Architektura
Budynek posiada cztery kondygnacje i cztery osie fasady. Na ścianie sieni, po prawej stronie od wejścia, widnieje owalny kartusz herbowy, z datą „1589”. Jest on ujęty w pięcioboczną ramę z monogramem „F.S.” i datą „1865” (przypuszczalnie jest to rok przebudowy domu). 

## Galeria

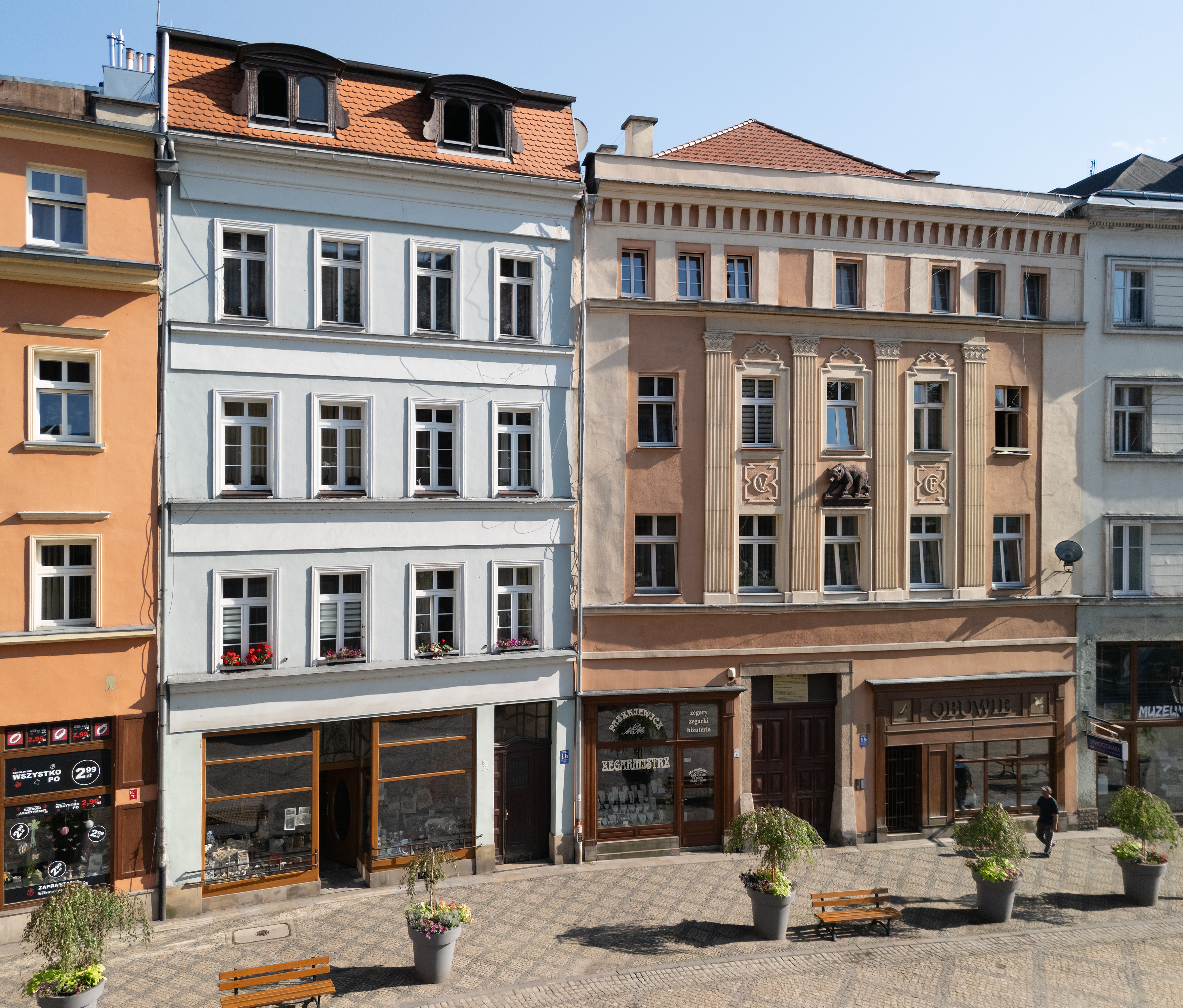
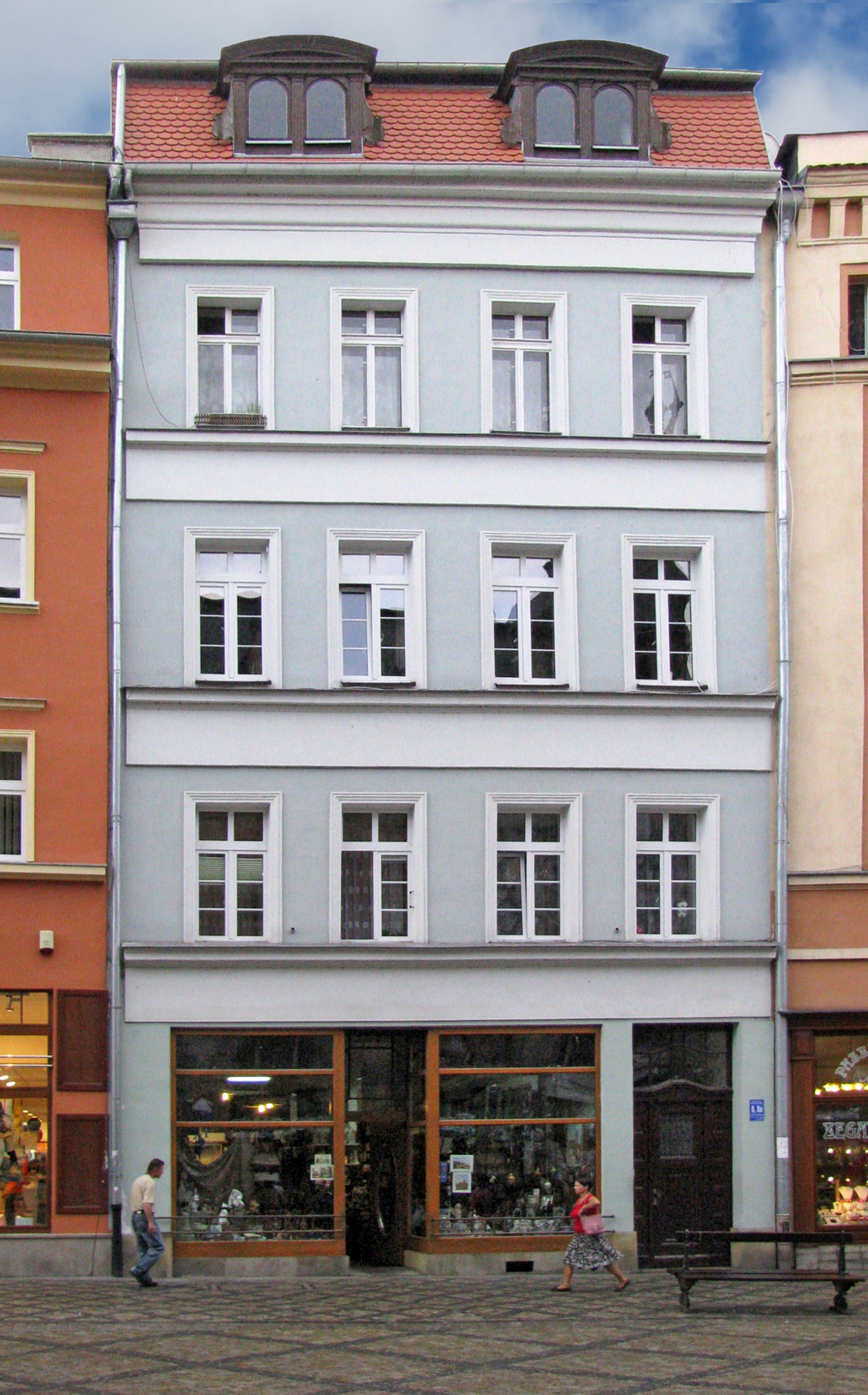
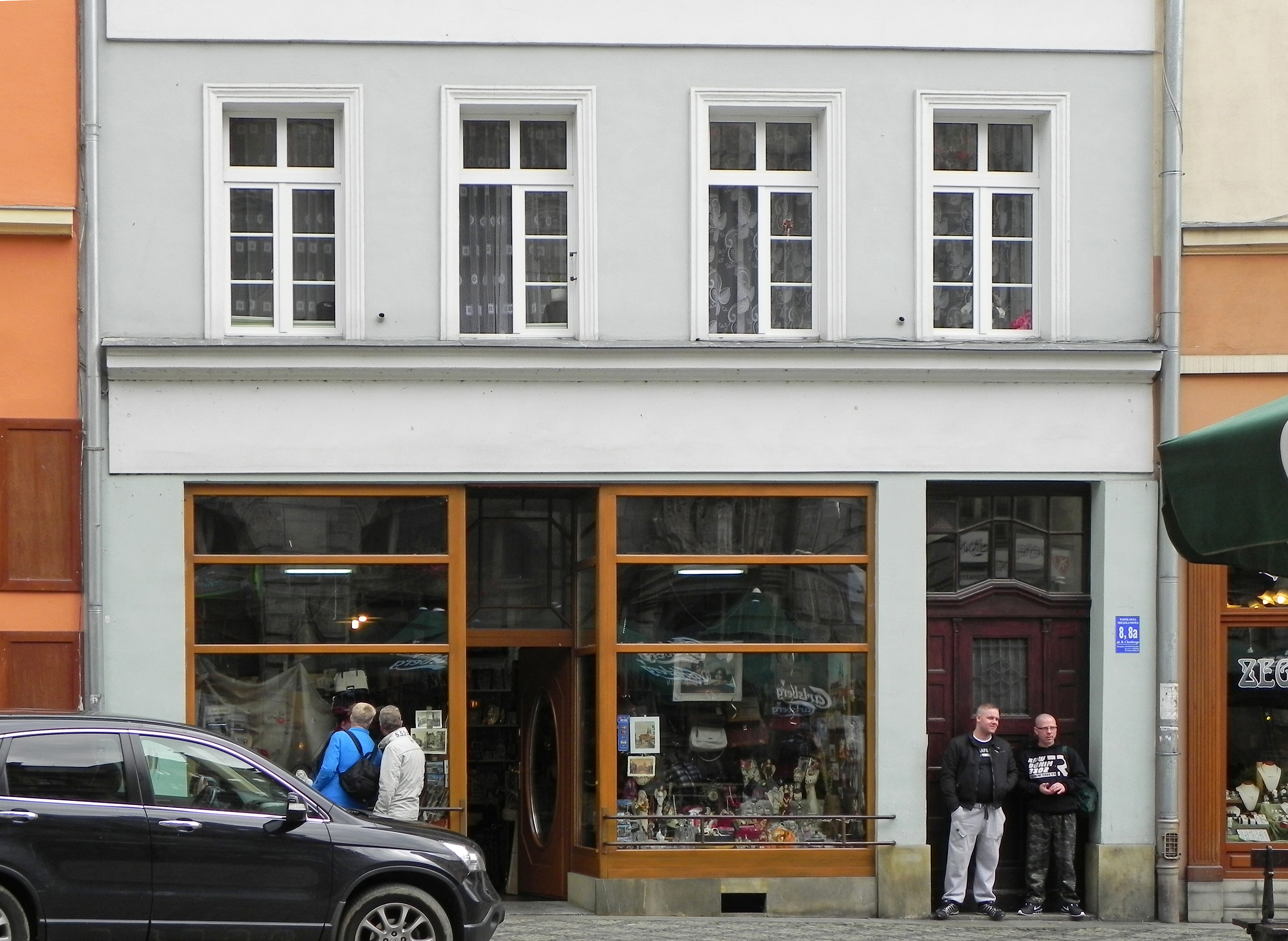
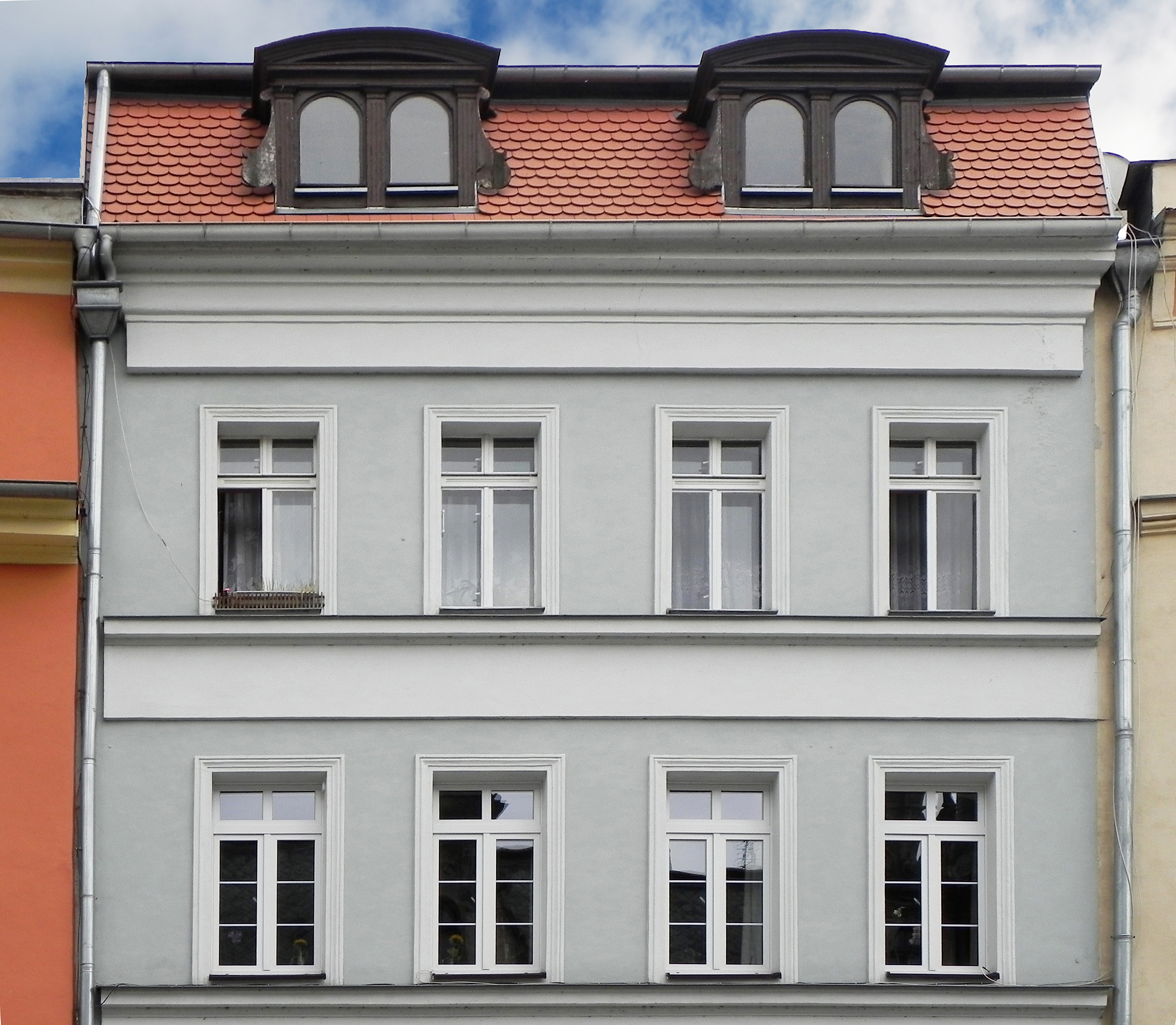
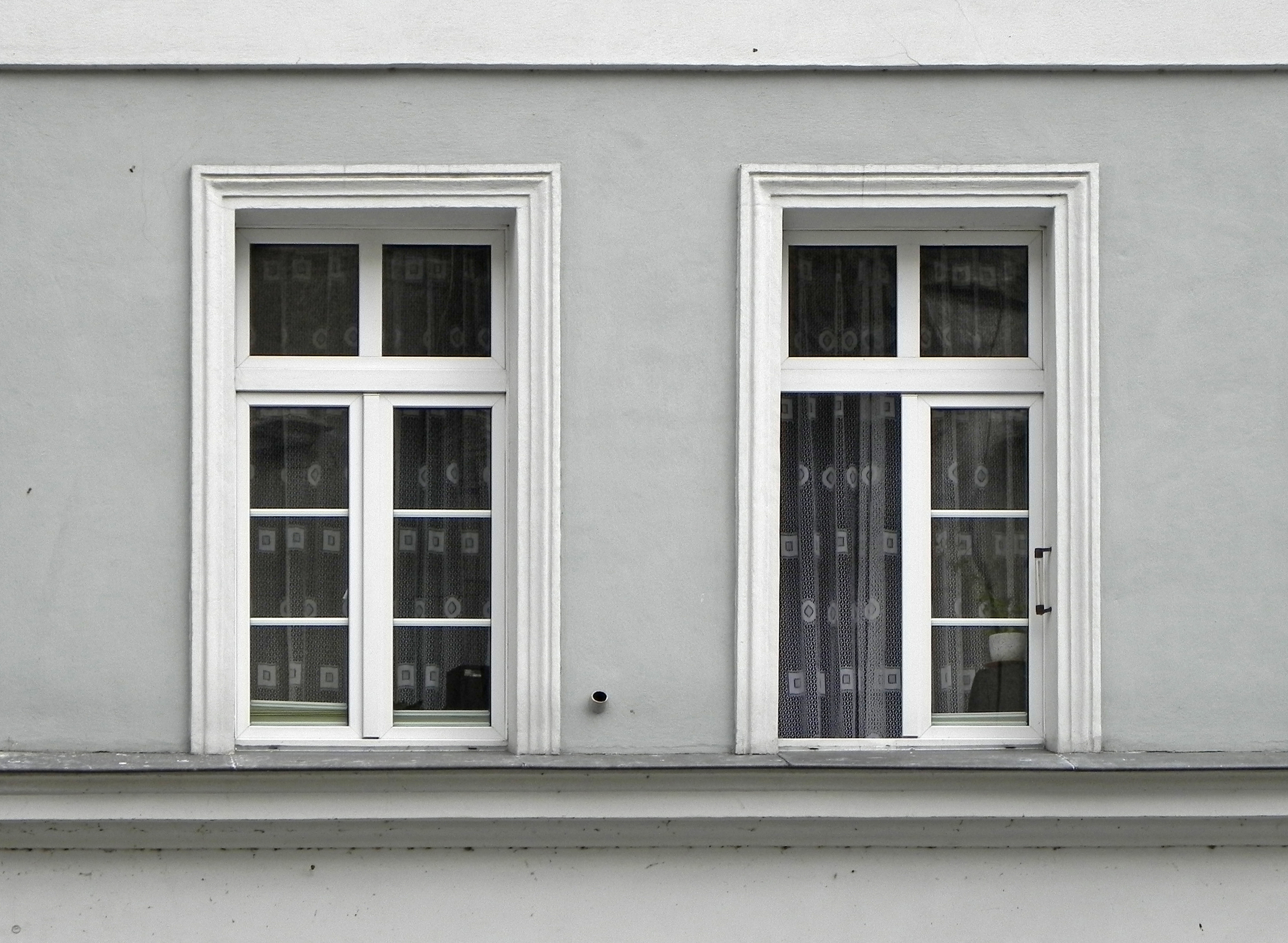
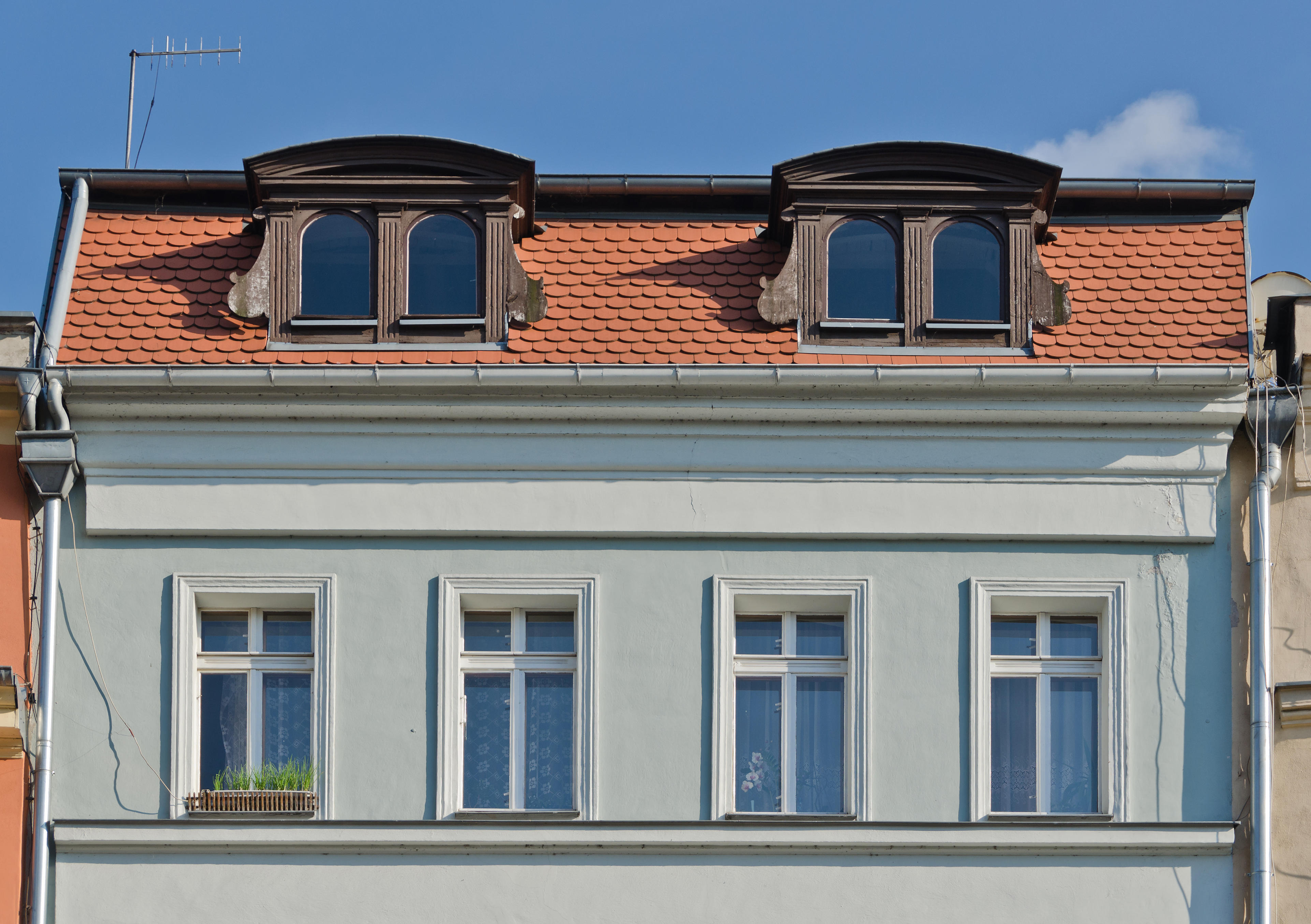